# Gloster Nightjar
Le Gloster Nightjar était un avion militaire de l'entre-deux-guerres biplan. Il a servi comme avion de chasse monoplace dans l'aéronavale britannique (Fleet Air Arm).

## Conception
Le Nieuport Nightjar était un avion de transition. Il entra en service en 1922 pour remplacer le Sopwith Pup. Lorsque la société Gloster Aircraft Company s'engagea en 1920 dans la fabrication du Nieuport, elle construisit le Nightjar comme version navale du Nieuport Nighthawk (en) de la Royal Air Force. Leurs différences essentielles étaient le moteur Bentley du Nightjar et sa crosse d'appontage. La Royal Air Force utilisait pratiquement la même cellule, mais avec le moteur Armstrong Siddeley Jaguar ou le moteur en étoile Bristol Jupiter. On ignore si le Nightjar avait été doté d'un moteur rotatif Bentley BR2 (en) parce que l'aviation maritime connaissait bien ce type de moteur, ou parce que le manque d'argent ne laissait pas d'autre choix.

## Engagements
Ce chasseur effectua des missions en 1922 pendant l'affaire de Chanak.

## Opérateurs
- Royaume-Uni Fleet Air Arm
- Japon

Les Nightjar firent partie du premier contingent d'avions achetés par l'aviation maritime japonaise alors en cours de développement. Malgré l'absence de frein ou de dispositif d'arrêt, malgré le couple de renversement bien connu du moteur rotatif, les Japonais maîtrisèrent l'emploi de ces appareils dans leur programme d'entraînement. Il semblerait que 50 Nightjar et Sparrowhawk aient été livrés au Japon. Mais on ignore si les Nieuport japonais étaient les mêmes ou d'autres que ceux utilisés par la Royal Navy. De toute façon, ils restèrent en service assez peu de temps, jusqu'en 1924.